# Josef Schantl (Politiker)
Josef Schantl (* 1. Juni 1929 in Leoben, Steiermark; † 16. August 2023 in Klagenfurt am Wörthersee) war ein österreichischer Politiker der Sozialdemokratischen Partei Österreichs (SPÖ). Ab 1970 war er Abgeordneter zum Kärntner Landtag, wo er von 1979 bis 1983 als Dritter Landtagspräsident und danach bis 1989 als Erster Landtagspräsident fungierte.

## Leben
Josef Schantl wurde in Leoben in der Steiermark geboren, nach seinem Schulabschluss zog er in die Heimat seiner Mutter nach Ottmanach in Kärnten. Seine berufliche Laufbahn begann er als Schlosser und Techniker in Klagenfurt.
Im Zuge der Landtagswahl 1970 wurde er erstmals in den Kärntner Landtag gewählt, wo er zu Beginn der 22. Gesetzgebungsperiode erstmals als Abgeordneter angelobt wurde. In der 23. Gesetzgebungsperiode wurde er ab 1975 Stellvertreter von Klubobmann Wilhelm Sereinigg. Zu Beginn der 24. Gesetzgebungsperiode wurde er im Oktober 1979 zum Dritten Präsidenten des Kärntner Landtages gewählt. Nach dem Rückzug von Josef Guttenbrunner Ende 1982 folgte er diesem Anfang 1983 als Erster Landtagspräsident nach, dieses Amt hatte er bis 1989 inne. Nach der Landtagswahl 1989 schied er zu Beginn der 26. Gesetzgebungsperiode aus dem Landtag aus.
Schantl war Zentralbetriebsratsvorsitzender der Landeskrankenhäuser, über 40 Jahre lang stellvertretender Vorsitzender des Europahauses Klagenfurt und fungierte fünfzehn Jahre als Präsident der Europahäuser Österreichs. Er war über 70 Jahre Mitglied der SPÖ und wurde mit der Viktor-Adler-Plakette ausgezeichnet. Er starb im August 2023 im Alter von 94 Jahren.
Sein Sohn Wolfgang Schantl (* 1961) war Gesundheitslandesrat in der Landesregierung Haider III.

## Auszeichnungen
- Großes Goldenes Ehrenzeichen des Landes Kärnten[1]
- Viktor-Adler-Plakette[2][3]